# Лагери

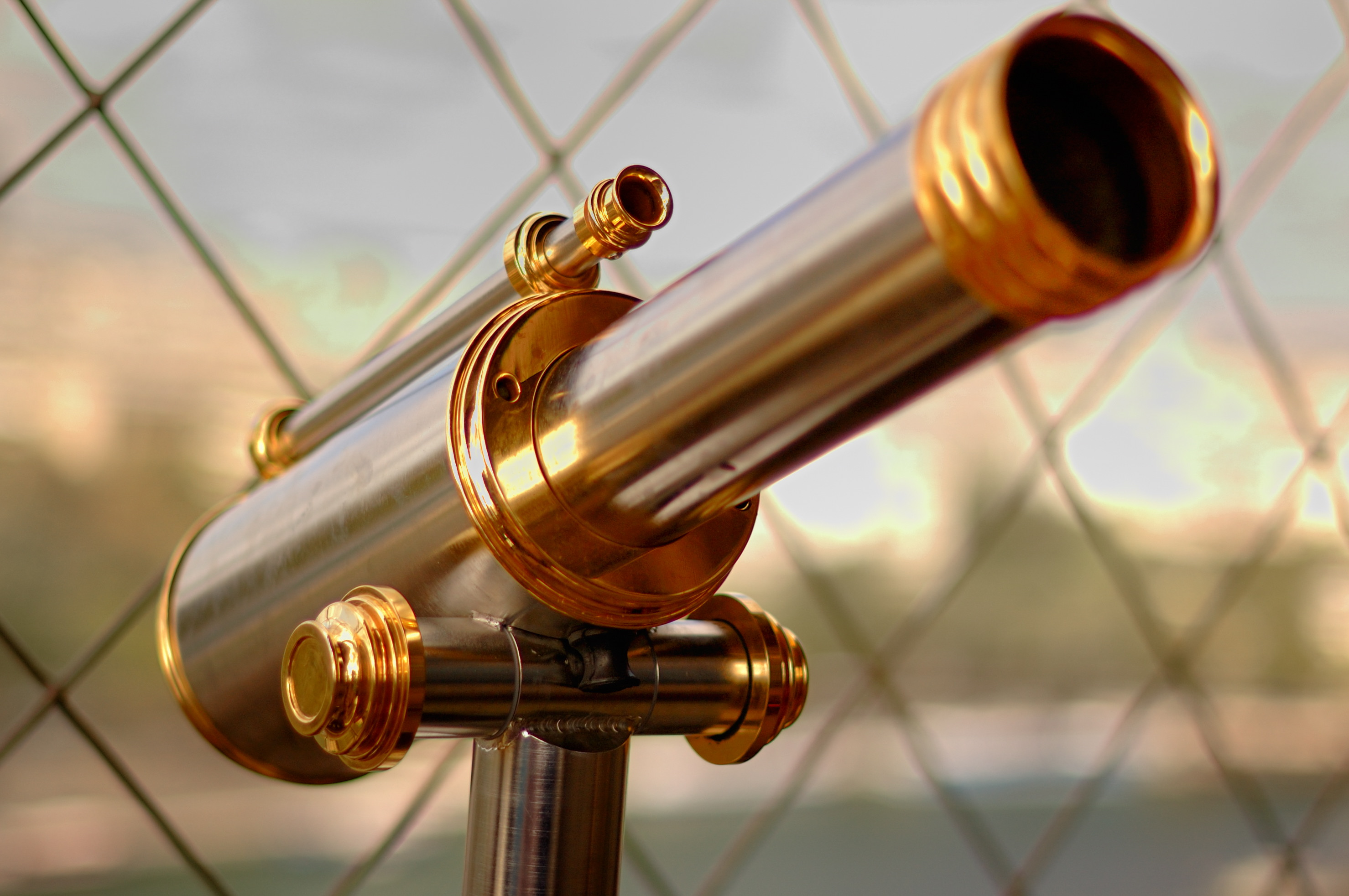
Лагери - кінці підставок, у яких розташовуються цапфи зорової труби в конструкції монокулярного телескопа.

Лагери — відкриті вилкоподібні кінці підставок, у яких розташовуються цапфи зорової труби нівеліра або горизонтальної осі теодолітів застарілих конструкцій (з перекладною трубою). У колонках сучасних приладів лагери являють собою круглі отвори, у які уставлені втулки. Одна з втулок виготовляється у вигляді ексцентрика, поворотом якого усувають нахил горизонтальної осі обертання труби в заводських умовах. Лагери — по суті вальниці ковзання у приладобудуванні.